# Tomo Vereš
 (août 2024).
Si vous disposez d'ouvrages ou d'articles de référence ou si vous connaissez des sites web de qualité traitant du thème abordé ici, merci de compléter l'article en donnant les références utiles à sa vérifiabilité et en les liant à la section « Notes et références ».
Tomo Vereš, né le 24 février 1930 à Subotica (Croatie) et mort le 9 décembre 2002 à Zagreb, est un prêtre dominicain croate, philosophe et théologien.

## Biographie
En 1949, il entre dans l'Ordre des Prêcheurs et commence ses études au studium provinciale de Dubrovnik (Croatie), puis les achève par une licence au studium generale du Saulchoir en France, en 1958.
En 1956, il est ordonné prêtre au Saulchoir. Rentré dans sa province en 1958, il enseigne pendant sept ans au studium à Dubrovnik. Puis il poursuit ses études en philosophie à l'université de Fribourg-en-Brisgau et à la Faculté de théologie de Zagreb, où il soutient sa thèse de doctorat en 1970 (La Pensée et la praxis chez Karl Marx. Essai d'un dialogue philosophico-théologique avec l'œuvre de Marx). 
Dès 1974, il enseigne à la Faculté de philosophie des Pères jésuites à Zagreb l'introduction à la philosophie, la philosophie de Karl Marx et de Thomas d'Aquin, et participe à plusieurs congrès internationaux ; il écrit aussi en hongrois, en français et en allemand (certains articles sont traduits en anglais, espagnol, italien et slovène). En outre, il est président du Secrétariat pour les non-croyants de la Conférence épiscopale de Yougoslavie (en) de 1976 à 1985. En l'an 2000, la maîtrise en théologie sacrée lui est conférée.
Les écrits du Père Vereš montrent son vaste champ de recherche philo-théologique : le meilleur connaisseur croate des doctrines d'Albert le Grand, de Thomas d'Aquin et de Jacques Maritain entre en dialogue avec les marxistes, étudie la doctrine sociale de l'Église catholique en la faisant connaître à un large public, s'intéresse aux questions des minorités nationales. Il prête une grande attention aux évènements de son temps.
Il porte le titre du premier artisan du dialogue argumenté avec les marxistes. Or, le chapitre général de l'Ordre dominicain, tenu à Calaruega en 1958, ordonna que dans tous les 'studia' de l'Ordre, dans le cadre de l'éthique, il y ait un enseignement de sociologie, ainsi que l'étude et la critique des erreurs du marxisme. À son retour du Saulchoir, cette charge fut confiée au Père Vereš qui, dès 1958, commença à étudier Marx et le marxisme. En tant qu'enseignant au studium à Dubrovnik, déjà en 1960, il publia un scriptum polycopié sur la Philosophie de Karl Marx (en 1960 il prépara la deuxième édition), qui était diffusé clandestinement dans l'ancienne Yougoslavie.
Voulant « prolonger » son maître Thomas d'Aquin, il entra en dialogue avec l'œuvre de Karl Marx, ainsi par exemple dans son livre Filozofsko-teološki dijalog s Marxom (Le dialogue philosophico-théologique avec Marx), qui a connu deux éditions. Il a toujours en vue le dialogue spécifique au milieu croate de Yougoslavie, sans vouloir simplement appliquer des schémas universels connus en Europe et dans le monde.